# La isla del diablo
La isla del diablo (estrenada en anglès com a Devil's Island) és una pel·lícula espanyola d'aventures dirigida el 1994 per Joan Piquer i Simón amb guió escrit per ell mateix i per Francisco Prósper Zaragoza basant-se en una novel·la de Vincent Mulberry.

## Argument
A començaments del segle XX Rosalie i la seva germana petita Margaret, el veterà capità Murphy i Bob, el seu grumet, naufraguen en una tormenta i els seus bots salvavides són capturats pel malvat i pervers capità Kraffa, un pirata dedicat al pillatge. Quan el vaixell pirata s'atura a l'illa del Diable per agafar aigua potable, els presoners fan escàpols, guiat pel cuiner xinès dels pirates, Lin-Fo. Però es troben a una illa habitada per caníbals i es creu que hi viu un esperit maligne.

## Repartiment
- Rubén Gálvez... Bob
- Mirian Cramer... Rosalie
- Cris Huerta...	Capità Kraffa
- Eduardo MacGregor... Capità Murphy
- Manuel Puchades...	Silkins
- Juan Carlos Lee… Lin Fo
- Erica Satterwhaite	...	Margaret
- Juan Carlos Gabarda ...	Frank

## Premis
Cercle d'Escriptors Cinematogràfics
| Any  | Categoria         | Persona       | Resultat  |
| ---- | ----------------- | ------------- | --------- |
| 1995 | Millor fotografia | Julio Bragado | Guanyador |